# Gastronomia dels Països Baixos
La gastronomia dels Països Baixos es forma a partir de les tradicions i pràctiques culinàries dels Països Baixos. La cuina del país està determinada per la seva ubicació al fèrtil delta del Rin–Mosa–Escalda al mar del Nord, donant lloc a la pesca, l'agricultura i el comerç exterior. A causa de la disponibilitat d'aigua i pastures planes, la dieta neerlandesa conté molts productes lactis com la mantega i el formatge. La cort dels Països Baixos de Borgonya va enriquir la cuina de l'elit als Països Baixos durant els segles XV i XVI; també ho va fer als segles XVII i XVIII, quan els neerlandesos governaven el comerç d'espècies, va tenir un paper fonamental en la difusió mundial del cafè, i va començar l'era moderna de la xocolata, desenvolupant el procés neerlandès de xocolata.
A finals del segle xix i principis del XX, els aliments i la producció alimentària neerlandesos es van dissenyar per ser eficients, cosa que va tenir tant d'èxit que el país es va convertir en el segon exportador mundial de productes agrícoles per valor, darrere dels Estats Units. Va donar als neerlandesos la reputació de ser els alimentadors del món, però al menjar neerlandès, com el stamppot, de tenir un gust suau. No obstant això, influenciat per la cultura gastronòmica de les seves colònies (especialment la cuina indonèsia), i més tard per la globalització, hi ha un enfocament renovat en el gust, que també es reflecteix en els 123 restaurants amb estrella Michelin del país.
La cuina neerlandesa es pot dividir tradicionalment en tres regions. El nord-est del país és conegut per les seves carns i embotits (rookworst, metworst) i el pa de sègol pesat, l'oest pel peix (anguila fumada, arengada, kibbeling, musclos), licors (jenever) i productes lactis (stroopwafel, boerenkaas), i al sud per guisats (hachee), productes de fruita i pastisseria (Limburgse vlaai, mantega de poma, bossche bol). Una característica peculiar de l'esmorzar i el dinar neerlandesos són els complements de pa dolç com ara hagelslag, vlokken i muisjes, i els neerlandesos són els majors consumidors de regalèssia del món.